# Vattenkultur

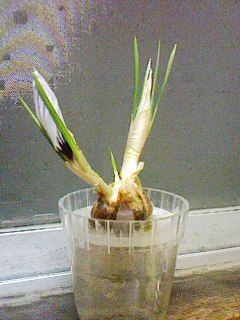
Krokus.

Vattenkultur, hydrokultur eller hydroponisk odling, är växtodling utan matjord, varvid växtnäringsämnen tillförs rötterna i en vattenlösning.
Odlingstekniskt skiljs mellan passiva och aktiva system, beroende på hur  näringslösningen kommer växterna till godo. Passiva system fungerar i självvattnande krukor, och mindre odlingssystem och har ofta någon form av veke som drar näringslösningen till plantorna. Aktiva system involverar någon form av pump, som skapar näringstillförsel till växterna.

## Odlingstekniker
- NFT - näringsfilmteknik, varvid näringslösningen flyter under växtbädden i en sakta ström.
- EF - ebb och flod-system har en behållare med kemiskt dött medium med rötter i, som regelbundet fylls på med näringslösning, som sedan rinner tillbaks till vätskebehållaren i avvaktan på nästa flodperiod.
- bubblare, som är ett system där man med hjälp av en luftpump och några akvariesyrestenar i botten på en ogenomskinlig plastbalja eller låda med näringslösning låter krukor med växter hänga en bit ovanför vattenytan med rötterna i näringslösningen, vilken därmed blir syresatt. Namnet kommer av att det hela tiden bubblar luft genom vattnet.
- regnskog, eller aeroponik, ett slutet system där man låter rötterna sprejas med en fin dimma av näringslösning, vilket skapar mycket luft kring rötterna, men tillräckligt med fukt som hindrar att de torkar ut.
- veke, som använder samma system som så kallade semestervattnare, som kan köpas i handelsträdgårdarna, en veke av någon form av garn som suger upp näringslösningen till plantan.
- akvaponik, som kombinerar konventionellt vattenbruk (odling av akvatiska djur såsom fisk, skaldjur eller alger i bassänger) med hydroponik i en symbiotisk miljö.

Gemensamt för odlingsteknikerna är att de använder växtnäring i vattenlösning samt ett kemiskt dött odlingssubstrat som till exempel leca, stenull, vermikulit, perlit, kokosfibrer, sand eller pimpsten. Stenull är troligtvis det vanligaste odlingsmediet på grund av lågt pris och enkelhet.

## För- och nackdelar

### Fördelar
- Kraftigare tillväxt av plantorna och med det större skördar.
- Lättare övervaka underskott och överskott av växtnäring i lösningen.
- Lätt att byta växtnäringslösning.
- Ingen jord där skadedjur kan husera och lägga ägg.

### Nackdelar
- Nackdelen är att hydrokultur är generellt sett känsligare än ett vanligt odlingssystem. Det kräver mer tillsyn, engagemang och kunskap än ett traditionellt system med jord. Om något går fel, så skadas plantorna snabbt av syrgasbrist.

## Förekomst
Hydrokultur är populärt i länder som saknar bördiga jordar att odla i. 
I USA har hydrokultur fått dåligt rykte, eftersom metoden ofta används för att odla cannabis. De flesta hydrokulturodlingarna i USA är dock lagliga och används till att odla blommor och grönsaker, till exempel gurka, tomater, paprika och chili.

## Hemmabyggen
För näringsfilmteknik behövs en bit grovt PVC-rör (till exempel ett avloppsrör), en vattenpump (till exempel en cirkulationspump till ett akvarium), en balja med lock som inte släpper in ljus, några trådkrukor, lite slang, träreglar och skruv. Borra hål för trådkrukorna ovanpå PVC-röret, bygg en ställning så röret lutar ned mot baljan, sätt ett lock i den änden och sätt dit ett avtappningsrör ned i behållaren. Dra en slang från pumpen till den högsta änden av röret, så blir NFT hydro-systemet i stort sett klart. Från baljan pumpas näringslösning till toppen av röret, där det sedan rinner längs botten ned till baljan igen. Växterna har ju sina rötter nere i röret där näringslösningen rinner förbi och kan på så vis tillgodogöra sig vad de behöver.
För en bubbler bara en luftpump ned i en balja med näringslösning. Plantorna hänger sedan i trådkrukor genom locket och har rötterna i lösningen.